# 岩手県道157号岩手川口停車場線
岩手県道157号岩手川口停車場線（いわてけんどう157ごう いわてかわぐちていしゃじょうせん）は、岩手川口停車場（岩手県岩手郡岩手町）から岩手郡岩手町川口に至る一般県道である。

## 概要
岩手川口停車場から岩手郡岩手町川口の国道4号交点に至る。
県道158号との分岐点で左折してからは狭い道となる。

### 路線データ
- 起点：岩手川口停車場（岩手川口駅）
- 終点：岩手郡岩手町大字川口第12地割（国道4号岩手川口バイパス南口）

## 歴史
- 1976年（昭和51年）10月1日 - 県道に認定される。

## 地理

### 通過する自治体
- 岩手郡岩手町

### 交差する道路
- 岩手県道158号藪川川口線（岩手町大字川口第9地割）
- 国道4号（岩手町大字川口第12地割、終点）

### 沿線の施設など
- いわて銀河鉄道線 岩手川口駅